# Tupelo (miód)
Tupelo – gatunek miodu, który pszczoły produkują z nektaru drzew tupelo (Nyssa ogeechee).
Na Florydzie, w rozlewiskach rzek Apalachicola, Choctawhatchee i Ochlockonee, miód tupelo jest produkowany w skali przemysłowej. Aby uzyskać czysty miód tupelo, w kwietniu i w maju pszczelarze ustawiają ule na ruchomych platformach wzdłuż podmokłych brzegów rzek bezpośrednio w pobliżu drzew.
Czysty miód tupelo ma barwę jasnego bursztynu z lekko zielonkawym odcieniem i delikatny, ale specyficzny zapach. Należy do nielicznych gatunków miodów odmianowych, które nie krystalizują.